# Hafen Ravenna
Der Hafen Ravenna ist ein bedeutender adriatischer Seehafen der italienischen Stadt Ravenna. Der Hafen besitzt mehrere Terminals für Mineralöl, Stückgut, Sperrgut und Container, einen Passagierterminal für Kreuz- und Fährverkehr sowie die größte adriatische Marina.

## Infrastruktur und Umschlag
Der Hafen Ravenna ist der einzige Seehafen der Region Emilia-Romagna. Es handelt sich im Wesentlichen um einen Kanalhafen am Canale Corsini, der den Ortsteil Porto Corsini an der Adria mit der rund 11 Kilometer südwestlich im Landesinneren gelegenen Stadt Ravenna verbindet. Vor Porto Corsini schützen zwei jeweils über zwei Kilometer lange Molen die Mündung des Kanals. Entlang des Kanals erstrecken sich etliche Kilometer lange Kaianlagen und mehrere Terminals, die von 22 Unternehmen betrieben werden. Verwaltet wird der Hafen von einer Hafenbehörde.
Der Hafen ist vor allem auf den Handel mit dem östlichen Mittelmeerraum und mit Asien ausgerichtet. Der Warenumschlag betrug im Jahr 2015 rund 25 Millionen Tonnen. Die Anschlüsse an das Eisen- und Autobahnnetz und die relativ kurzen Wege zu oberitalienischen und mitteleuropäischen Industriegebieten sind Vorzüge, auf die jedoch auch andere Häfen in Nord- und Mittelitalien verweisen können, so Triest, Ancona oder Marghera bei Venedig. Ravenna ist südlicher Endpunkt des TEN-V-Kernnetzkorridors Ostsee – Adria.

## Geschichte
Der moderne Seehafen von Ravenna entstand im Wesentlichen nach dem Zweiten Weltkrieg. Die Stadt kann jedoch auf eine über 2000-jährige Seefahrtstradition zurückblicken. Zur Zeit der Römischen Republik hatte Ravenna bei Classe einen kleinen Handels- und Fischereihafen. Zwischen 35 und 12 vor Christus wurde er zum Militärhafen von Classe ausgebaut, in dem die Römische Marine eine ihrer beiden Hauptflotten stationierte. Später nutzte ihn auch noch die Byzantinische Marine. Nachdem die Langobarden 751 das Exarchat Ravenna erobert hatten, verfiel der Hafen und verlandete schließlich.
Bis zum 18. Jahrhundert hatte Ravenna einen kleinen Hafen beim heutigen Ortsteil Porto Fuori am Panfilio-Kanal, der ab 1739 als Fiumi Uniti die Flüsse Ronco und Montone aufnahm, welche die zum Kirchenstaat gehörende Stadt immer wieder überflutet hatten. Unter Papst Clemens XII. (Lorenzo Corsini) wurde 1737 der Canale Corsini (oder auch Canale Candiano) eröffnet, der von Ravenna in nordöstlicher Richtung zur Adriaküste führt. Dabei handelte es sich eigentlich um eine Wiedereröffnung, weil er bereits im 15. Jahrhundert unter der kurzen Herrschaft der Republik Venedig angelegt worden war, dann aber verlandete. An der Mündung des Kanals wurde 1748 der Hafen Porto Corsini angelegt, der im folgenden Jahrhundert einer wichtigsten Handelshäfen des Kirchenstaates war. Auch im Königreich Italien war Porto Corsini einer der bedeutendsten Seehäfen an der Adria. Im Jahr 2011 wurde dort das Kreuzfahrtterminal eröffnet.
Der Ausbau des Canale Corsini zum Kanalhafen erfolgte nach der Entdeckung von Erdöl- und Methanvorkommen vor der Küste der Romagna. Nachdem man dort vor allem Raffinerien und petrochemische Anlagen errichtet hatte, diversifizierte man den Hafen ab den 1970er Jahren und baute Terminals für andere Massengüter und Container.